# Miss K8
Pour les articles homonymes, voir K8.
Ne doit pas être confondu avec Miss Kay.
Miss K8, de son vrai nom Kateryna Kremko, est une disc jockey, productrice ukrainienne de mainstream hardcore. Avant 2012, elle est connue sous le nom de scène de Lady Kate. Elle participe à de nombreux événements hardcore et hardstyle dont Defqon.1, Syndicate, et Masters of Hardcore.

## Biographie
Kateryna Kremko est née à Kiev. Elle prend d'abord comme pseudonyme Lady Kate, qu'elle change en 2012 en Miss K8 (prononcé en français : [mis kɛjt]).
Kateryna Kremko sort en novembre 2011 son premier morceau, Bloodrush, conjointement avec Angerfist, qui paraît sur l'album de ce dernier, Retaliate. En mai 2012, elle sort chez Masters of Hardcore son premier simple en solo, Unforgettable. Puis à la fin de la même année, elle sort son premier EP, intitulé Divide and Conquer, à nouveau avec Angerfist. Un an plus tard sort son deuxième EP, Breathless. Sur Divide and Conquer, le single Santiago se classe à la première place des ventes sur hardtunes.com entre décembre 2012 et janvier 2013.
Reconnue par la scène hardcore internationale, elle est choisie en 2014 pour composer l'hymne de l'événement Dominator. C'est également avec logique qu'elle participe à l'événement aux côtés de Bloodcage. L'événement est donc précédé de la sortie de son Metropolis of Massacre, sorti en collaboration avec MC Nolz. En 2016, c'est Masters of Hardcore qui lui offre de nouveau cet honneur, encore une fois en collaboration avec MC Nolz. Elle sort à cette occasion son premier album, Magnet, le 26 mars 2016.
Au début de l'année 2024, alors qu'Angerfist annonce son propre alias hard techno, Miss K8 fait de même et annonce prendre pour alias « Kateryna Kremko », c'est-à-dire qu'elle joue sous son vrai nom. En septembre 2024, elle est annoncée avec DJ Mad Dog et quarante autres DJ pour jouer à un nouveau festival à Mulhouse, en France, nommé Dystopia Festival.

## Discographie

### Albums studio
- 2016 : Magnet (Masters of Hardcore)
- 2022 : Eclypse (Masters of Hardcore)

### Singles et EP
- 2011 : Bloodrush (avec Angerfist)
- 2012 : Divide and Conquer (EP) (avec Angerfist)
- 2012 : Unforgettable
- 2013 : Breathless (EP)
- 2014 : The Poison (EP)
- 2018 : Temper
- 2018 : Out Of The Frame

### Hymnes
- 2014 : Metropolis of Massacre (Dominator avec MC Nolz)
- 2016 : Raiders of Rampage (Masters of Hardcore avec MC Nolz)
- 2017 : Resolute Power (Syndicate avec MC Nolz)